# Mark Schlichter
Mark Schlichter (* 15. Dezember 1962 in Münster) ist ein deutscher Regisseur.

## Werk
Mark Schlichter begann 1988 ein Regiestudium an der Deutschen Film- und Fernsehakademie Berlin (DFFB), das er 1995 abschloss.
Schlichter hat bisher überwiegend Filme für das deutsche Fernsehen gedreht. Daneben schrieb er auch hin und wieder Drehbücher oder agierte als Schauspieler, wie z. B. in Stille Nacht – Ein Fest der Liebe von Dani Levy oder Cuba Libre von Christian Petzold.
2004 gab er mit Cowgirl sein Kinodebüt. Sein Sohn David Schlichter ist ebenfalls Schauspieler. Oft waren die Schauspielbrüder Sönke und Wotan Wilke Möhring in seinen Filmen zu sehen.
Im Jahr 2014 drehte er die ersten beiden Folgen der Krimireihe Zorn, die in Halle (Saale) spielt. Der erste Teil heiß Zorn – Tod und Regen, der zweite Zorn – Vom Lieben und Sterben. In den weiteren Folgen führten Christoph Schnee und Jochen A. Freydank Regie.
Schlichter ist Mitglied im Bundesverband Regie (BVR).

## Filmografie

### Fernsehfilme
- 1995: Ex (auch Drehbuch)
- 1996: Der Ausbruch (auch Drehbuch)
- 1997: Faust
- 1998: Schimanski (Fernsehreihe)
  - Muttertag
  - Geschwister
- 2000: Der Elefant in meinem Bett
- 2000: Rote Glut
- 2002: Liebe und Verrat
- 2005: Blindes Vertrauen
- 2006: Heiratsschwindlerin mit Liebeskummer
- 2007: Tatort: Strahlende Zukunft (Fernsehreihe)
- 2008: Freundschaften und andere Neurosen
- 2009: Tatort: Familienaufstellung
- 2010: Tod einer Schülerin
- 2011: Rottmann schlägt zurück (auch Drehbuch)
- 2011: Tatort: Altes Eisen
- 2014: Zorn – Tod und Regen (Fernsehreihe)
- 2015: Zorn – Vom Lieben und Sterben

### Kinofilme
- 2002: 99 Euro Films (Episodenfilm; auch Drehbuch)
- 2004: Cowgirl (auch Drehbuch)
- 2019: Alfons Zitterbacke – Das Chaos ist zurück
- 2022: Alfons Zitterbacke – Endlich Klassenfahrt!

### Kurzfilme
- 1992: Amok (Abschlussfilm: Deutsche Film- und Fernsehakademie Berlin) (auch Drehbuch)

## Auszeichnungen
- 1995: Sonderpreis für Ex bei den Baden-Badener Tagen des Fernsehspiels
- 1995: Gewinner des Förderpreises Deutscher Film für Ex auf dem Filmfest München
- 1997: Nominierung für den RTL-Fernsehpreis Goldener Löwe für Der Ausbruch